# Stuart Welch
Stuart Welch (* 15. November 1977 in Sydney) ist ein ehemaliger australischer Ruderer und zweifacher olympischer Medaillengewinner.
Welch ruderte seit 1995 bei internationalen Regatten und im Weltcup, blieb aber bis zum Jahr 2000 ohne Finalplatzierung bei internationalen Meisterschaften im Erwachsenenbereich. Bei den Olympischen Spielen 2000 in seiner Heimatstadt Sydney gehörte Welch zum australischen Achter, der zuvor bei den Weltcups in Wien und Luzern jeweils Zweiter hinter dem britischen Boot geworden war. Auch vor heimischem Publikum erreichten die Briten knapp vor den Australiern das Ziel. Der 1,94 m große Welch gehörte in den nächsten beiden Jahren nicht zum australischen Team. Bei den Ruder-Weltmeisterschaften 2003 war er Mitglied des Vierers ohne Steuermann, der den vierten Platz belegte. Bei den Olympischen Spielen 2004 saßen nur Mike McKay und Stuart Welch aus dem Silber-Achter von 2000 erneut im australischen Achter, der diesmal die Bronzemedaille hinter dem US-Boot und den Niederländern gewann.